# Heyvaertwijk

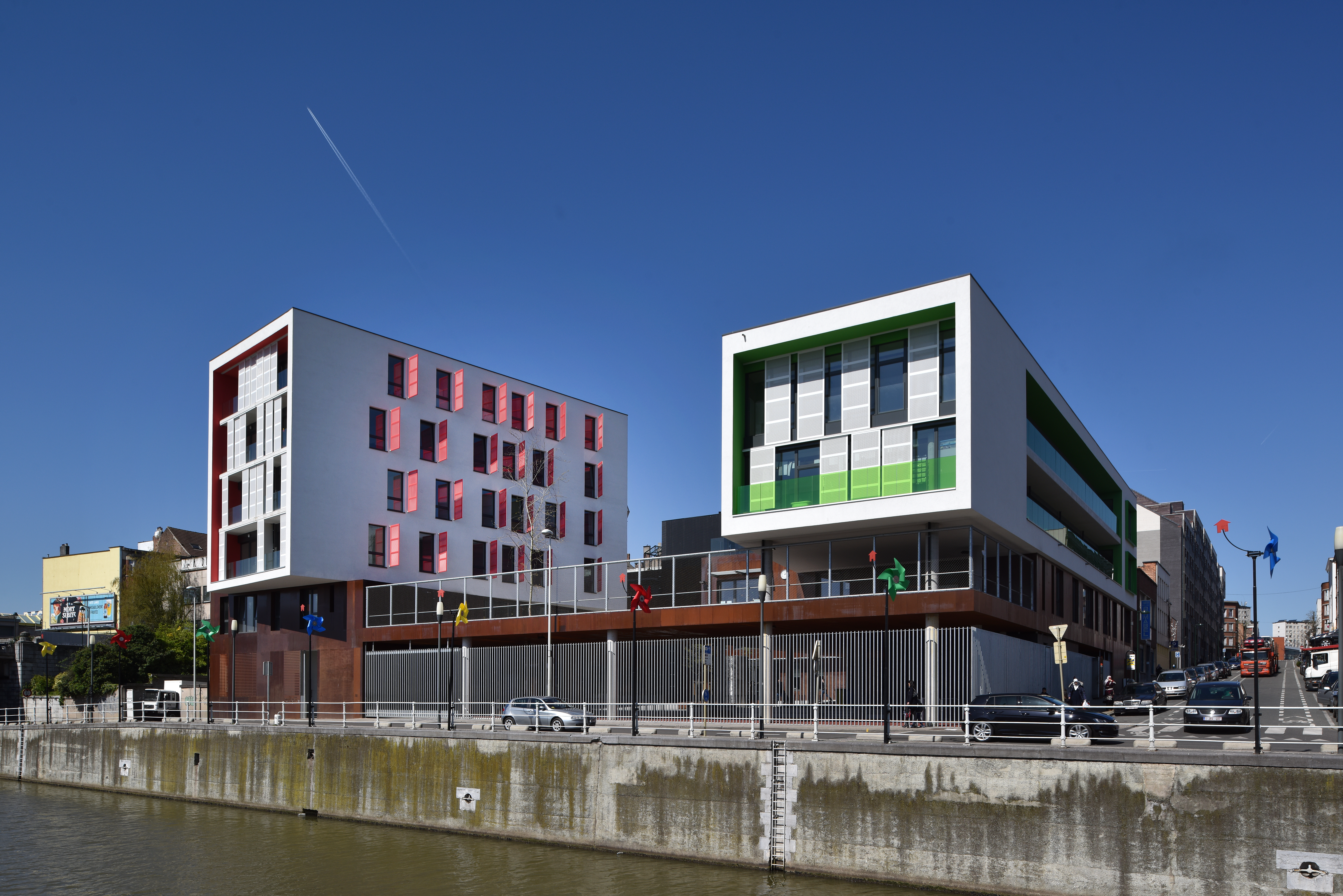
Bonne-Mariemontproject op de Mariemontkaai

De Heyvaertwijk (Frans: Quartier Heyvaert) is een wijk in de Belgische gemeenten Sint-Jans-Molenbeek, Anderlecht en Brussel. De wijk is vooral bekend voor de export van auto's naar Afrika.

## Geschiedenis

### Vleeshandel
Heel lang was dit de wijk van de vleesverwerkende industrie vanwege de in Anderlecht gelegen slachthuizen. In de jaren 80 van de 20e eeuw zijn ze onder Europese druk verplicht begonnen met moderniseren. De overheid verplichtte om een losruimte te hebben voor vrachtwagens en aparte poorten voor import en export. Om deze kosten te kunnen betalen, breidden ze hun etenswaren uit tot ook groenten en fruit. Door deze vernieuwingen kregen ze een nieuw publiek, mensen met Afrikaanse afkomst. Zo begonnen ze ook gerechten uit Afrika over te nemen en Afrikaans voedsel te verkopen. Pakistanen openden kruidenierswinkels en snel daarna werkten mensen met Afrikaanse afkomst zich in in de levensmiddelenhandel.

### Autohandel
Door de nieuwe hygiënemaatregelen werd het niet meer rendabel voor de slagers en trokken ze in de jaren 80 weg. De grote opslagruimtes werden vaak opgekocht door Libanese families met genoeg kapitaal om er een autohandel te beginnen. Ze kochten auto’s op, zetten ze op de transport en werkten samen met de Antwerpse haven. Tot 1985 ging het vooral om de Libanese markt, daarna richtte men zich meer op Afrika. Rond de eeuwwissel was er veel vraag van het Westen van Afrika naar goedkope Europese auto's. Later dreven ze ook handel in het Noorden van Afrika. In 2011 beperken de vijf grote Libanese bedrijven zich tot transport en Afrikaanse bedrijfjes kopen auto's op.

## Richtplan
Het Brussels Gewest zag de autohandel liever vertrekken. In 2019 werd het Richtplan van Aanleg voor gemaakt met het idee dat de autohandel zich zou verplaatsen naar de haven van Brussel, wat echter niet lukte. Het gewest en de gemeenten zetten zich in voor een propere lucht en legden het Zennepark aan. Ook werd gestreefd naar kwaliteitsvollere woningen die betaalbaar zijn. Het richtplan herkent de functie van starterswijk.

## Brand
Op 19 april 2021 was er een zware brand in een van de huizen in de Heyvaertwijk met een dertigtal gewonden en 3 doden. Er waren meer gewonden dan mensen die er geregistreerd waren.